# Kamen Rider Stronger
Kamen Rider Stronger (仮面ライダーストロンガー Kamen Raida Suturongā?) es el título de la quinta temporada de la franquicia Kamen Rider.

## Argumento
Shigeru Jō se une a la malvada organización Black Satan, después de la muerte de su amigo, a quien consideraba un mentor. Se deja convertir en uno de los súper guerreros de Black Satan sabiendo que la organización había matado a su amigo solo para conseguir poder. Luego de adquirir el poder que buscaba, huye del cuartel general de los Black Satan antes de que estos le laven el cerebro. Tras escapar de Black Satan, el ahora Kamen Rider Stronger, se encuentra con Yuriko Misaki, otra guerrera Cyborg creada por Black Satan y juntos luchan contra Black Satan y más tarde a la Delza Army para recuperar la paz en Japón.
Jō se transforma frotando ambos brazos, lo que genera electricidad que le permite convertirse en Kamen Rider Stronger (su cinturón surge también con electricidad). Stronger es un poco diferente a los Riders anteriores, sus brazos están hechos de metal, y usa guantes para ocultarlos hasta que necesite transformarse. El tema de electricidad es lo que identifica a Stronger ya que todos sus ataques son eléctricos.

## Personajes

### Rider
- Shigeru Jō (城 茂 Jō Shigeru?)/Kamen RIder Stronger (仮面ライダーストロンガー Kamen Raidā Sutorongā?): Shigeru se une a la organización malvada Black Satan después de la muerte de un amigo cercano, uno a quien consideró su mentor. Ávido de poder y alimentado por un deseo de venganza, se sometió a una cirugía para convertirse en uno de los súper guerreros de Black Satán. Sin embargo, Shigeru sabía que Black Satan eran de hecho los asesinos de su amigo; Solo estaba usándolos para ganar nuevos poderes. El recién potenciado Shigeru escapa del cuartel general de Black Satan antes de que puedan lavarle el cerebro para seguir su campaña de maldad.

### Aliados
- Tōbei Tachibana (立花 藤兵衛 Tachibana Tōbee?): Un antiguo aliado de los Kamen Riders, regresa esta vez para ayudar a Shigeru. Esta sería la última temporada donde el personaje aparece como mentor de los Riders.
- Yuriko Misaki (岬 ユリコ Misaki Yuriko?): Era una cyborg recién terminada lista para servir a la malvada organización Black Satan, pero aún estaba inactiva. Todo cambió cuando Shigeru Jō entró en la habitación en la que estaba tratando de encontrar la salida de la guarida secreta de Black Satan, la encontró en una mesa de operaciones y la despertó. Después de hablar, él la convenció para que viniera con él. Se transforma en una heroína llamada Electro-Wave Human Tackle (電波人間タックル Denpa Ningen Takkuru?). Con el tiempo, Yuriko se enamora de Shigeru. Muere después de derrotar al malvado Doctor Kate para salvar a Shigeru de ser envenenado. No es considerada un Rider oficial, sin embargo su personaje sirve como prototipo para futuras Riders femeninas.
- Yoichiro Masaki (正木洋一郎 Masaki Yoichiro?): Es un excientífico de Black Satan que escapó y comenzó a investigar el poder súper electrónico como un medio para combatirlos.

### Villanos
- Black Satan (ブラックサタン Burakku Satan?): Es una organización misteriosa que apunta a la conquista del mundo. Tienen bases en todo el mundo y propagan los Satan Bugs (サタン虫 Satan Mushi?) que pueden poseer y manipular a otros. Sus cyborgs también pueden convertirse en esos. Después de la cirugía de reconstrucción del cuerpo, los miembros de Black Satan deben hacer un voto ritual de lealtad a su Gran líder.
  - Gran líder de Black Satan (ブラックサタン大首領 Burakku Satan Dai Shuryō?): Es el líder sin rostro de Black Satan, responsable por  la propagación de los Satan Bugs.
  - Titan (タイタン Taitan?): Un oficial de alto rango de Black Satan. Él y el General Shadow son rivales. Puede asumir una forma humana, convertir su bufanda en fuego, usar un gran revólver llamado Titan Destruction y puede calentar su cuerpo de 80,000 a 240,000 grados Celsius.
  - Dead Lion (デッドライオン Deddo Raion?): Un monstruo león de Egipto que es conocido como el comandante más fuerte de Black Satan. Está armado con una garra en la mano derecha y puede usar su melena como un búmeran.
  - General Shadow (ジェネラルシャドウ Jeneraru Shadō?): Es un oficial de alto rango que es rival de Titan. Está armado con la espada de la Sombra y las Cartas de Triunfo que pueden usarse como cortadores, bombas o teletransportadores llamados Trump Cutter, Trump Shooter y Trump Fade, respectivamente, así como convertirse en gigantes para formar un vehículo suspendido.
- Delza Army (デルザー軍団 Deruzā Gundan?): Es el nombre de una alianza de varios comandantes de la raza Majin, los Cyborg Majin y los ejércitos bajo su control.
  - Gran Líder de Delza Army (ジェネラルシャドウ Jeneraru Shadō?): El verdadero líder de Delza. Puede disparar rayos blancos explosivos de sus ojos en forma de roca. El Gran Líder es la mente maestra detrás de las otras organizaciones malvadas anteriores a las que se oponían los Riders.

## Episodios
1. ¡Soy el humano eléctrico más fuerte! (おれは電気人間ストロンガー！！ Ore wa Denki Ningen Sutorongā!!?)
2. ¡El secreto de Stronger y Tackle! (ストロンガーとタックルの秘密！ Sutorongā to Takkuru no Himitsu!?)
3. ¡La casa de suspenso llama a los niños! (スリラーハウスが子どもを呼ぶ！！ Surirā Hausu ga Kodomo o Yobu!!?)
4. ¡La Operación Temeraria de la Motocicleta Demoníaca! (悪魔のオートバイ暴走作戦！！ Akuma no Ōtobai Bōsō Sakusen!!?)
5. ¿¡El almuerzo escolar de Black Satan!? (ブラックサタンの学校給食！？ Burakku Satan no Gakkō Kyūshoku!??)
6. ¡El Cyborg que tomó la forma de un maestro! (先生に化けたクラゲ奇械人！ Sensei ni Baketa Kurage Kikkaijin!?)
7. Gran inversión Rider!! (ライダー大逆転！！ Raidā Dai Gyakuten!!?)
8. ¡No te rindas, Rider! El golpe final, Electro Kick!! (溶けるなライダー！とどめの電キック！！ Tokeru na Raidā! Todome no Den Kikku!!?)
9. ¡La banda de demonios ha llegado! (悪魔の音楽隊がやって来た！！ Akuma no Ongakutai ga Yattekita!!?)
10. ¡El espeluznante Insecto Gummer! ¡Se dirige a los humanos! (恐怖のガンマー虫！人間を狙う！！ Kyōfu no Ganmā Mushi! Ningen o Nerau!!?)
11. ¡Chameleon! ¿Película demoníaca!? (カメレオーン！悪魔のフィルム！？ Kamereōn! Akuma no Firumu!??)
12. ¡Duelo! ¡La tumba más fuerte!? (決闘！ストロンガーの墓場！？ Kettō! Sutorongā no Hakaba!??)
13. ¡El titán tuerto! ¡El último contraataque! (一ツ目タイタン！最後の逆襲！！ Hitotsume Taitan! Saigo no Gyakushū!!?)
14. La aparición del enigmático ejecutivo Shadow! (謎の大幹部シャドウの出現！ Nazo no Dai Kanbu Shadō no Shutsugen!?)
15. ¡El triunfo de Shadow que llama a la muerte! ((死を呼ぶシャドウのトランプ！！ Shi o Yobu Shadō no Toranpu!!?)
16. ¡El Demoníaco Presente de Bloodsucking Bubunger! (吸血ブブンガー悪魔のプレゼント！ Kyūketsu Bubungā Akuma no Purezento!?)
17. Historia de fantasmas, el comedor demoniaco (怪談 悪魔の復活祭 Kaidan Akuma no Fukkatsusai?)
18. Historia de fantasmas, el pantano sin fondo (怪談 底なし沼 Kaidan Sokonashi Numa?)
19. Historia de fantasmas: el viejo castillo maldito! (怪談 呪われた古城！ Kaidan Norowareta Kojō!?)
20. ¡El gran desierto espeluznante! ¿Dos Tobeis? (恐怖の大砂漠！二人の藤兵衛！？ Kyōfu no Dai Sabaku! Futari no Tōbei!??)
21. ¡Samegashima, batalla decisiva en el mar! (¡鮫ヶ島海中大決戦！ Samegashima Kaichū Dai Kessen!?)
22. ¿¡Ejecución del Rider a las 12:00!? (１２時００分ライダー処刑！？ Jūniji Zerofun Raidā Shokei!??)
23. ¡El demonio del reino subterráneo! (地底王国の魔王！！ Chitei Ōkoku no Maō!!?)
24. ¡Extraño! ¡El tren no tripulado corre! (怪奇！無人電車が走る！！ Kaiki! Mujin Densha ga Hashiru!!?)
25. ¡No mueras! Shigeru Jō en la silla eléctrica (死ぬな！！電気椅子の城茂 Shinu na!! Denki Isu no Jō Shigeru?)
26. Visto! ¡La verdadera identidad del Gran Líder! (見た！！大首領の正体！！ Mita!! Dai Shuryō no Shōtai!!?)
27. ¡Majin remodelado! ¡Aparece Delza Army! (改造魔人！デルザー軍団現わる！！ Kaizō Majin! Deruzā Gundan Arawareru!!?)
28. ¡Oh! Stronger ... ¿¡en pequeñas piezas!? (あ！ストロンガーがこなごなに…？！ A! Sutorongā ga Konagona ni...?!?)
29. ¡La maldición de la sangre de Majin Kate! (魔人ケイト血ののろい！ Majin Keito Chi no Noroi!?)
30. ¡Adiós, Tackle! ¡Su última actividad! (さようならタックル！最後の活躍！！ Sayōnara Takkuru! Saigo no Katsuyaku!!?)
31. ¡La gran remodelación de Stronger! (ストロンガー大改造！！ Sutorongā Dai Kaizō!!?)
32. ¡Mortal! Super Electro Kick de tres pasos !! (必殺！超電三段キック！！ Hissatsu! Chō Den Sandan Kikku!!?)
33. ¿¡Stronger muere en la luna llena!? (ストロンガー満月に死す！？ Sutorongā Mangetsu ni Shisu!??)
34. ¡El infierno sangriento de la mujer serpiente! (ヘビ女の吸血地獄！ Hebi Onna no Kyūketsu Jigoku!?)
35. ¡El hombre que regresó! ¡El nombre es V3! (帰って来た男！その名はＶ３！！ Kaettekita Otoko! Sono Na wa Bui Surī!!?)
36. Tres Riders contra ¡El poderoso Delza Army! ((三人ライダー対強力デルザー軍団！ Sannin Raidā Tai Kyōryoku Deruzā Gundan!?)
37. ¡Riders capturados! ¡Larga vida a Delza! (ライダー捕らわる！デルザー万才！！ Raidā Torawaru! Deruzā Banzai!!?)
38. ¡Aparecen! ¡Riders 1, 2! (出現！ライダー１号２号！！ Shutsugen! Raidā Ichigō Nigō!!?)
39. ¡Adiós! ¡Los gloriosos siete Riders! (さようなら！栄光の七人ライダー！ Sayōnara! Eigō no Shichinin Raidā!?)

### Películas
- Kamen Rider Stronger (仮面ライダーストロンガー Kamen Raida Suturongā?): versión cinematográfica del episodio 7, estrenada el 26 de julio de 1975.
- All Together! Seven Kamen Riders!! (集合!7人の仮面ライダー!! Zen'in Shūgō! Shichinin no Kamen Raidā!!?): Es un especial para TV donde aparecieron los siete Riders hasta la fecha, estrenado el 3 de enero de 1976.

## Reparto
- Shigeru Jō: Shigeru Araki
- Tobei Tachibana: Akiji Kobayashi
- Yuriko Misaki: Kyōko Okada
- Yoichiro Masaki: Hiroshi Ogasawara
- Gran Líder de Black Satan/Gran Líder de Delza Army:  Gorō Naya (voz)
- Titan: Akira Hamada
- Dead Lion: Mahito Tsujimura
- General Shadow: Hidekatsu Shibata
- Narrador: Shinji Nakae

## Temas musicales

### Tema de apertura
- Kamen Rider Stronger no Uta (仮面ライダーストロンガーの歌 Kamen Raidā Sutorongā no Uta?, La canción de Kamen Rider Stronger)
  - Letra: Saburō Yatsude
  - Música: Shunsuke Kikuchi
  - Arreglos: Shunsuke Kikuchi
  - Intérprete: Ichirou Mizuki

### Temas de cierre
- Kyō mo Tatakau Stronger (今日もたたかうストロンガー Kyō mo Tatakau Sutorongā?, Stronger pelea hoy) (episodios 1-31)
  - Letra: Saburō Yatsude
  - Música: Shunsuke Kikuchi
  - Arreglos: Shunsuke Kikuchi
  - Intérprete: Masato Shimon ft. Mitsuko Horie

- Stronger Action (ストロンガーアクション Sutorongā Akushon?) (episodios 32-39)
  - Letra: Shotaro Ishinomori
  - Música: Shunsuke Kikuchi
  - Arreglos: Shunsuke Kikuchi
  - Intérprete: Ichirou Mizuki ft. Mitsuko Horie

- Datos: Q1204069